# Храмы и статуи Афины
В статье Афина приведены наиболее важные храмы и статуи, данная же статья содержит их более полный перечень

## Храмы Афины
- В Аттике:
  - Древний храм, упоминаемый Гомером[1] и известный как Гекатомпедон.
  - Афины Полиады, близ которого святилище Пандросы[2].
  - Парфенон[3]. Иктин построил Парфенон в честь Афины[4].
  - Святилища Афины сожгут персы[5].
  - Древний храм Афины сгорел в 406 году до н. э.[6].
  - Святилище Афины Паллены. Согласно Еврипиду, Еврисфей перед смертью просит похоронить его у Палленского храма Афины[7]. Близ него Писистрат разбил афинян и в третий раз завладел городом[8].
  - Афины Сунийской (на мысе Суний в Аттике)[9]. Еврипид называет Суний любимым Палладой[10].
  - Афины в Пирее с бронзовой статуей[11].
  - Афины Скирады в Фалере (по преданию, основанный Скиром[12]).
  - Святилище Афины Скирады на Саламине[13].
- На перешейке и близ него:
  - На мегарском акрополе: храм Афины со статуей из золота и слоновой кости; храм Афины Ники и храм Афины Эантиды[14].
  - Святилище Афины Халинитиды (Обуздывающей) в Коринфе[15].
  - Храм Афины на сикионском акрополе (по преданию, построенный Эпопеем), после его молитвы перед храмом потек ручей оливкового масла. Храм, по Павсанию, сожжен молнией, и остался только жертвенник[16].
  - Святилище Афины Колокасии (от слова «клубень») в Сикионе[17].
- В Арголиде:
  - Храм Афины в местечке Титана[18].
  - Храм Афины в городке Клеоны[19].
  - Храм Афины на акрополе Аргоса[20]. Там похоронен Акрисий[21].
  - Храм Афины Сальпинги (Трубы) в Аргосе (по преданию, основан Гегелеем), перед храмом могила Эпименида[22].
  - Храм Афины Остроглядящей в Аргосе (по преданию, воздвигнут Диомедом)[23].
  - Храм Афины в селении Лесса в Арголиде[24].
  - Храм Афины Сфениады в Трезене[25].
  - Храм Афины Апатурии на острове Сферия (Гиера) (по преданию, воздвигнутый Эфрой)[26].
  - Храм Афины Промахормы (Воительницы) на горе Бупортм[27].
  - Два храма Афины в древней Гермионе[28].
  - Храм Афины Саитиды на горе Понтин (по преданию, воздвигнутый Данаем, близ которого показывали дом Гиппомедонта)[29]. Стаций упоминает, что Гиппомедонт прибывает на войну от «палладиной кручи»[30].
- В Лаконике:
  - Храм Афины Полиухос, или Халкиойки (Меднодомной), на спартанском акрополе, начатый Тиндареем и завершенный Гитиадом[31]. «Медный дом» Афины упоминает Еврипид[32], а также Полибий[33]. * В храме Афины Меднодомной было изображение свяязанной женщины — Голода[34].
  - Храм Афины Эрганы в Спарте[35].
  - Храм Афины Агореи в Спарте[36], там же храм Афины Ксении[37].
  - Три храма Афины Келевтии (Богини дорог) в Спарте (по преданию, основанные Одиссеем)[38].
  - Храм Афины Аксиопены (Воздательницы по заслугам) в Спарте (по преданию, основанный Гераклом)[39].
  - Храм Афины Офтальмитиды в Спарте (по преданию, основанный Ликургом)[40].
  - Храм Афины в Спарте (по преданию, основанный Ферасом)[39].
  - Храм Афины на акрополе Гитиона[41].
  - Храм Афины Кипарисовой на акрополе Асопа[42].
  - Храм Афины на мысе Онугнафон (по преданию, построенный Агамемноном)[43].
  - Храм Афины на акрополе города Эпидавр Лимера[44].
  - Храм Афины Асии в древнем городе Лас (по преданию, воздвигнутый Диоскурами)[45].
  - Храм Афины Гипполаитиды в городе Гипполы[46].
  - Храм Афины на акрополе Левктр в Лаконике[47].
  - Храм Афины в городке Кардамила[48].
  - Святилище Афины Недусии в Лаконике[49].
- В Элиде:
  - Храм Афины Анемотиды в Мофоне[50].
  - Храм Афины Корифасийской в Пилосе (Элида)[51].
  - Храм Афины Кипариссийской в Кипариссиях[52].
  - Храм Афины Матери в Элее[53].
  - Храм Афины Наркеи из дема Ортия в Элиде (по преданию, основанный Наркеем[54].
  - Храм Афины Кидонии в городе Фриксы (по преданию, основанный дактилем Клименом, и где приносил жертвы Пелоп)[55].
  - Святилище Афины в акрополе элейцев[56].
  - Святилище Афины Скиллунтии у Скиллунта[57].
- В Ахайе:
  - Храм Афины в Диме[58].
  - Храм Афины Всеахейской в Патрах[59].
  - Храм Афины в Тритии[60].
  - Храм Афины в Эгионе[61].
  - Храм Афины близ Пеллены с тайным подземным святилищем[62].
- В Аркадии:
  - Храм Афины Алеи в Тегее[63]. Тегейцы после победы посвятили в этот храм медные конские ясли Мардония[64]. Храм упоминался в начале трагедии Еврипида «Авга»[65]. Его упоминает Страбон[66].
  - Храм Афины Полиатиды (Градохранительницы) в Тегее, называемый Эриматой[67].
  - Святилище Афины Алеи в Мантинее[68].
  - Храм Афины Тритонии на акрополе города Феней[69].
  - Храм Афины Кории на вершине горы близ города Клитора[70].
  - Святилище Афины в Алифере[71].
  - Храм Афины Полиады в Мегалополе[72].
  - Храм Афины Маханитиды (Изобретательницы) по дороге из Мегалополя в Менал[73].
  - Храм Афины на горе Меналион[74].
  - Святилище Афины близ города Акакесия[75].
  - Храм Афины близ Гемонии[76].
  - Храм Афины Сотеры и Посейдона на горе Борея (по преданию, выстроенный Одиссеем)[77].
- В Беотии:
  - Софокл упоминает два святилища Афины в Фивах[78]. Это храмы Афины Онки и Афины Кадмейской (Исменийской)[79]. Фиванская царица Евридика собралась молиться Афине[80], а Семела, по Нонну, приносит в храме Афины в жертву Зевсу быка и козла[81], а позже храм и алтарь Афины Онкайи колеблются, статуя покрывается потом[82]. Афина хранила врата Афины Онки в Фивах[83].
  - Святилище Афины Ареи в Платеях, построенное на добычу после Марафона[84].
  - Святилище Афины Тельхинии в Тевмессе[85].
  - Храм Афины в Алалкоменах[86].
  - Храм Афины Итонии в Беотии[87], обладал правом убежища[88]. Название от города Итон или имени мифического Итона. Как рассказывает Страбон, беотийцы по возвращении из Арны построили святилище Афины Итонской, одноименное с фессалийским[89]. Известен гимн Алкея Афине Итонской[90]. После битвы при Коронее многие укрылись в храме Афины, и Агесилай запретил их трогать[91]. Римского консула возмутила статуя Антиоха III, стоящая в святилище Афины Итонской в Беотии (191 год до н. э.)[92].
- В Фокиде и Локриде:
  - Храм Афины в Давлиде[93].
  - Храм Афины Пронии, или Пронойи (Провидящей) в Дельфах[94], упоминаемый Эсхилом[95]. Там показывали ожерелье Эрифилы, которое похитил тиран Фавл[96]. Золотой щит туда пожертвовал Крёз[97], а похитил его Филомел[98].
  - Храм Афины в Тифорее[99].
  - Храм Афины Кранеи близ Элатеи[100].
  - Храм Афины на акрополе Амфиссы[101].
- В Этолии и Акарнании:
  - Храм Афины в Дулихии[102].
- В Фессалии:
  - Храм Афины Итонии между Ферами и Ларисой, куда царь Пирр посвятил оружие кельтов[103].
  - Храм Афины Трахинской у Трахина[104].
- На островах Эгейского моря:
  - Храм Афины на Эгине, куда эгинцы посвятили носы самосских кораблей[105].
  - Святилище Афины Недусии близ Пиеессы на Кеосе (по преданию, его воздвиг Нестор после возвращения из-под Трои)[106].
  - Святилище Афины Линдской[107]. По преданию, его воздвигли дочери Даная[108]. Согласно Диодору, святилище Афины в Линде и статую воздвиг Данай, когда там свирепствовал мор, Кадм же посвятил ей медный котел[109]. Амасис пожертвовал туда две каменные статуи и льняной панцирь[108]. Клеобул Линдский обновил храм Афины, основанный Данаем[110]. Позже родосцы решили поставить в святилище Афины статую в честь римского народа[111]. По одному из преданий, Аполлоний Тианский вошёл в храм Афины в Линде и исчез[112]. Кубок работы Боета находится в храме Афины Линдии на Родосе[113].
  - Храм Афины в Астипалее, где укрывался Клеомед[114].
  - Святилище Афины Полиухос на Хиосе. Хиосцы вытащили оттуда искавшего убежища Пактия и выдали персам[115].
  - Храм Афины на Лемносе, упоминаемый в поэме Стация[116].
- В греческих колониях на побережье Фракии:
  - Храм Афины в Лекифе, куда 30 мин после победы принес Брасид[117].
  - Святилище Афины в Амфиполе, где перед битвой жертвы приносил Брасид[118].
- В Ионии:
  - Древний храм Афины у фокейцев в Ионии, который сжег Гарпаг[119]. Храм Афины в Фокее сожжен молнией в 409 году[120].
  - Святилище Афины в Смирне, вокруг которого находился древний город[121].
  - Храм Афины в Приене[122].
  - Храм Афины на горе Трихия близ Эфеса[123].
  - Храм Афины Полиады в Эрифрах[124].
  - Храм Афины Ассесии сожжен Алиаттом, по оракулу Пифии тот построил два для исцеления[125]. Из Милета в храм посылали корабль для Афины Ассесии[126].
- В Малой Азии:
  - Мифический храм Афины Илионской. Гекуба говорит Полиместору, что золото спрятано в храме Афины Илионской[127]. Антенор хоронит Поликсену близ храма Афины[128].
  - Исторический храм. В Новом Илионе было небольшое святилище Афины, после победы над персами Александр повелел учредить игры и возвеличить храм, это исполнил Лисимах, который отстроил храм[129].
  - Храм Афины в Сигее, куда афиняне посвятили оружие Алкея[130].
  - Храм Афины в Гергифе, где приносит жертву спартанец Деркилид[131].
  - Храм Афины в Фаселиде, где хранилось копье Ахилла[132].
  - Святилище Афины в городе Сида в Киликии — колонии кимейцев[133].
  - Храм Афины в Солах (Киликия), где философ Крантор оставил свои стихи[134].
- В Южной Италии:
  - Святилище Афины близ пролива Капреи, на мысе Сиренусс (или Афиней) (которое, по преданию, воздвиг Одиссей)[135].
  - Храм Афины в Акраганте[136]. Его строили во времена тирана Ферона[137].
  - Святилище Афины в городке Салентины (Иапигия)[138]. Храм в Япигии (Каструм Минерве), куда, по преданию, приносил дары Менелай: щит, кубок и сандалии[139].
  - Святилище Афины в Лукерии, куда дары посвящал Диомед[140].
  - Троянцы видят берег Италии и храм Минервы на вершине холма[141]. Троянцы возносят ей мольбы, окутав головы пред алтарем покровом[142].
  - Эней построит святилище Миндии Паллениды и установит там его отцовских богов[143].
  - Погибшие в храме бистонской Минервы, отчего у богини закрыт лик[144].
- В Сицилии:
  - Сицилия, где будет святилище девы Лонгатиды[145].
- В Западном Средиземноморье:
  - Храм Афины в Массалии[146].

В государстве, втором после идеального, Платон предлагает установить святилища Гестии, Зевса и Афины на акрополе, а также повсюду.

## Храмы богинь, отождествленных с Афиной
- Храм Афины в Саисе[149]. В её святилище хоронили всех царей саисской династии, включая Амасиса[150]. Там же гробница того, чье имя Геродот не разглашает[151]. Амасис воздвиг преддверия Афине[152]. Египетские жрецы решили оставить храм Афины без кровли[153].
- Святилище Афины в местечке Афины (современная Атина между Трапезундом и Батуми)[154].
- Храм Афины Асии у колхов[45].
- Храм Афины у Меланиппиона в Ликии[155].
- В Магарсе (Киликия) Александр Великий приносил жертвы Афине Магарсийской[156].
- Святилище Афины в Элимаиде, которое разграбил парфянский царь[157].
- Святилище Афины Киррестиды в области Антиохии[158].
- В Иберии показывали святилище Афины в городе Одиссеи, где прибиты щиты и корабельные носы[159].
- Храм Афины в земле инсомбров[160].
- Древний храм Минервы в городе Орвиний в Лации[161]. У Вергилия Амата с Лавинией и другими женщинами едет с дарами к храму Минервы[162].
- Храм Минервы на Капитолии, стоявший рядом с храмом Юпитера[163]. Тацит упоминает, как в храм ударила молния[164].
- Храм Минервы Халкидики, построенный в Риме при Домициане[165].

## КсоаныАфины
- Древнейшее изображение Афины в афинском акрополе, которое упало с неба[166]. Его воздвиг Эрихтоний[167]. Это древнее изображение, упавшее с неба, было из масличного дерева[168].
- В храме Афины в местечке Титана[169].
- Деревянные статуи в храмах на аргосском акрополе и в селении Лесса[24].
- Деревянное изображение Афины Киссеи (Из плюща) на акрополе Эпидавра[170].
- В Трезене деревянная статуя работы Каллона в храме Афины Сфениады[25].
- Деревянная статуя Афины Алеи по дороге из Спарты в Ферапну[171].
- Деревянная статуя Афины в святилище Афины близ Акакесия (Аркадия)[75].
- Позолоченный ксоан в храме Афины в Платеях, приписывалась Фидию[84].
- Ксоан Афины, привезенный Прокной из Афин в Давлиду[93].
- Деревянная статуя работы Дедала в Кноссе[172].
- В городе Сиритида (Южная Италия) была деревянная статуя Илионской Афины, которая закрыла глаза, когда город захватывали ионийцы[173]. Подробный рассказ содержится у Ликофрона[174] и Юстина. Когда произошло убийство в Сирисе 50 ионийских юношей и жреца ахейцами у этой статуи Афины, то началась чума. Во искупление по указанию дельфийского оракула жители Кротона изготовили статую Афины, а жители Метапонта умилостивили её жертвенными хлебами[175].
- Навтий был жрецом Афины Полиады и взял из Трои в Италию её деревянную статую[176].
- Палладиум имел глаза, обращенные к небу[177].
- Страбон отмечает, что деревянную статую Афины можно видеть стоящей прямо, а у Гомера она сидячая. Однако показывают многие ксоаны Афины в сидячем положении: в Фокее, Массалии, Риме, на Хиосе и других местах[178].

## Статуи Афины
Статуи Афины, упоминаемые античными источниками (преимущественно Павсанием):
- В Афинах:
  - Древние изображения в храме Афины Полиады, пострадавшие от пожара в 480 году до н. э.[179].
  - Статуя Афины работы Эндоя, посвящение Каллия[180]. На акрополе найдена мраморная статуя Афины без головы (VI век до н. э.), её и считают той работой Эндоя, о которой говорят Плиний и Павсаний[181].
  - Статуя Афины Парфенос в Парфеноне[182]. 40 талантов золота на статуе[183]. Статую работы Фидия упоминает Платон[184]. Афинский тиран Лахар похитил украшения со статуи Афины[185]. Иногда её причисляли к семи чудесам света[186]. Фидий сделал Афину Полиаду из золота и слоновой кости[187]. См. также Филострат. Жизнь Аполлония Тианского VI 19. «Хроника Евсевия» датирует её создание 439/38 годом до н. э.
  - Статуя Афины Промахос из добычи, взятой при Марафоне[188].
  - Статуя Афины Лемнии[189] работы Фидия (по Павсанию) или Праксителя Старшего (см. комм.).
  - Статуя Афины Пэонии (Целительницы) работы Эвбулида[190].
  - Статуя Афины работы паросца Локра в храме Ареса[191].
  - Статуя Афины с голубыми глазами рядом с храмом Гефеста[192].
  - Статуя Афины, бьющей силена Марсия, который поднял флейты[193] (согласно Плинию, работы Мирона)[194].
  - Афина, выходящая из головы Зевса[195].
  - Афина, создающая росток оливы[196].
  - Статуя Афины Миктики работы Деметрия, змеи на горгоне которой звучали в ответ на звуки кифары (согласно Плинию)[197].
  - Статуя Афины Гигиеи работы Пирра[198].
- В Аттике:
  - Статуя работы Кефисодора в Пирее, Афина держит копьё[199].
  - Статуя на горе Пентеликон[200].
  - Статуя в храме Аполлона по дороге из Афин в Элевсин[201].
- На перешейке:
  - В Мегарах: статуя в храме Афины из золота и слоновой кости[14].
  - В Коринфе на площади[202] и в храме Афины Халинитиды[203].
  - Древняя статуя работы Дипойна и Скиллида в Сикионе (первая половина VI века до н. э.), позднее пораженная молнией[204]. Возможно, именно эту статую упоминал Софокл в трагедии о Эгисфе и Пелопии[205].
- В Арголиде:
  - В Клеонах, статуя Скиллида и Дипойна в храме Афины[19].
  - В Аргосе, древняя статуя[206], а также статуя Афины Пании (Дарующей благоденствие) в гимнасии Килараба в Аргосе[207].
  - Статуя в Гермионе[208].
- В Лаконике:
  - Статуя в храме Афины Келевтии в Спарте[209].
  - Медная статуя в храме Афины Меднодомной[210].
  - Изображение Афины, посвященное в Спарту переселявшимися в Тарент[211].
  - Статуя Афины Парей близ святилища Ахилла по дороге из Спарты в Аркадию[212].
  - Статуя в храме Афины на акрополе Гитиона[41].
  - Статуя на мысе у города Брасии[213].
  - Статуя в храме Афины в Левктрах[47].
- В Элиде:
  - Медная статуя Афины с вороной в руке в Короне[214].
  - Статуя в храме Афины Анемотиды (Владычицы ветров) в Мофоне, воздвигнутая Диомедом[50].
  - Статуя Афины работы лакедемонянина Медонта в Герейоне в Олимпии, со шлемом, копьем и щитом[215].
  - Статуя Афины со шлемом и эгидой работы Никодама из Менала в Олимпии[216].
  - Статуя Афины из золота и слоновой кости в храме Афины в Элее, с петухом на шлеме, приписывалась Фидию[56].
- В Ахайе:
  - Древняя статуя в Диме[58].
  - Статуя из золота и слоновой кости в храме Афины Всеахейской в Патрах[59], также в Патрах статуя близ трона Зевса Олимпийского[217], статуя на площади близ могилы Патрея[218].
  - Древняя статуя из Тритии, увезена в Рим[60].
  - Две статуи из белого мрамора в Эгионе[219].
  - Статуя в святилище Зевса Гомагирия в Эгионе[220].
  - Статуя из дерева и слоновой кости в святилище Зевса в Эгире[221].
  - Статуя из золота и слоновой кости в храме Афины в Пеллене, приписывалась Фидию[222].
- В Аркадии:
  - Статуя в храме Геры работы Праксителя в Мантинее[223].
  - Статуя Афины Алеи в Мантинее[68].
  - Статуя Афины Кории в храме на вершине горы близ Клитора[70].
  - Статуя из меди работы Гипатодора в храме в Алифере[71].
  - Статуя Афины с раной в бедре в Тевфиде[224].
  - Статуя, возможно, Афины-девочки в Мегалополе[225].
  - Изображение Афины в виде четырёхугольной колонны в храме Великих Богинь в Мегалополе[226], и также в виде колонны — Афины Эрганы у храма Артемиды[227].
  - Мраморная статуя в храме близ Гемонии[76].
  - Древняя статуя Афины Алеи в Тегее, из слоновой кости, работы Эндоя, её забрал в Рим Август и установил у входа на форум[228].
  - Статуя Афины Гиппии из дема Мантуреи, перенесенная в Тегею[229].
- В Беотии:
  - Статуя работы Скопаса близ храма Аполлона в Фивах[230].
  - Изображение Афины из пентеликонского мрамора работы Алкамена, посвященное афинянином Фрасибулом и его товарищами в храм Геракла в Фивах[231].
  - Статуя Афины Онги под открытым небом, по преданию, воздвигнутая Кадмом там, где легла корова[232].
  - Две мраморные статуи Афины Зостерии (Опоясывающей) близ храма Артемиды в Фивах, посвященные, по преданию, Амфитрионом[233].
  - Статуя Афины Эрганы в Феспиях[234].
  - Статуя Афины из слоновой кости в Алалкоменах, которую похитил Сулла[235].
- В Фокиде и Локриде:
  - Древнее изображение Афины в храме в Давлиде[93].
  - Статуя Афины в «Фокейском доме» по левую руку от трона Зевса[236].
  - Две статуи в храме Афины Пронойи в Дельфах, одна из них пожертвована массалиотами[237].
  - Статуя, пожертвованная в Дельфы после битвы при Марафоне[238].
  - Статуя, пожертвованная в Дельфы фокейцами после победы над фессалийцами[239].
  - Скульптурная группа в Дельфах (дар фокейцев): Геракл и Аполлон готовы вступить в борьбу за треножник, а Афина удерживает Геракла[240].
  - Статуя, пожертвованная в Дельфы этолийцами после победы над галатами[241].
  - Статуя на финиковой пальме, пожертвованная в Дельфы афинянами после битвы при Эвримедонте[242].
  - Статуя, пожертвованная в Дельфы ахейцами после взятия города Фана в Этолии[243].
  - Статуя в Тифорее[99].
  - Статуя в театре Элатеи[244].
  - Статуя в храме Афины Кранеи близ Элатеи работы сыновей Поликла[245].
  - Медная статуя Афины в Амфиссе. Утверждалось, что она привезена Фоантом из Илиона[101].
- На островах Эгейского моря:
  - Статуя в храме Афины Линдской, которую, по преданию, воздвиг Данай[246].
  - По другому преданию, на Родосе некие тельхины впервые воздвигли статую Афины Тельхинии, или Афины Басканы[247].
  - Огромная статуя Афины работы Мирона находилась во дворе храма Геры на Самосе[248].
- В Ионии и Малой Азии:
  - Статуя в храме в Приене[122].
  - Древняя статуя в храме Афины Полиады в Эрифрах работы Эндоя с прялкой в каждой руке[124].
  - Статуя в Книде работы Скопаса[249].
- Находившиеся позднее в Риме:
  - Статуя Афины работы Евфранора (360-е годы до н. э.), посвященная Квинтом Лутацием Катулом у подножия Капитолия в 69 году до н. э.[250].
  - Статуя Афины работы Стеннида (конец IV века до н. э.), находилась в Риме в храме Согласия[251].
  - Некая золотая статуя Афины, пронесённая во время третьего триумфа Помпея[252].
  - При Нероне в римской курии решили установить золотую статую Минервы[253].
- Иные упоминания:
  - Позолоченная статуя Афины, пожертвованная Амасисом в Кирену[108].
  - Во время торжеств в Александрии при Птолемее Филадельфе статуи Ники и Афины были воздвигнуты по бокам статуи царя[254].
  - Аристотель в завещании указывал поставить в Стагире каменные изваяния Зевсу Спасителю и Афине Спасительнице[255].
  - Филострат упоминает, что Аполлоний Тианский якобы видел изваяние Афины Градодержицы и у брахманов[256].